# Santa Isabel Xiloxoxtla
Santa Isabel Xiloxoxtla è una comune dello stato di Tlaxcala, nel Messico centrale, il cui capoluogo è la omonima località.
La municipalità conta 4.436 abitanti (2010) e ha un'estensione di 5,87 km².
Il paese è dedicato a Santa Elisabetta, con l'aggiunta della parola Xiloxoxtla, che in lingua nahuatl significa luogo dove abbonda il mais.